# Puchar EHF piłkarzy ręcznych 2018/2019 – rundy kwalifikacyjne

## Format
Trzy rundy kwalifikacyjne Pucharu EHF miały na celu wyłonienie 16 drużyn, które toczyć będą rozgrywki w fazie grupowej.

## Drużyny uczestniczące
| Pierwsza runda kwalifikacyjna | Pierwsza runda kwalifikacyjna | Pierwsza runda kwalifikacyjna | Pierwsza runda kwalifikacyjna |
| ----------------------------- | ----------------------------- | ----------------------------- | ----------------------------- |
| RK Dubrava                    | Kadetten Schaffhausen         | RK Gorenje Velenje            | CSA Steaua Bukareszt          |
| FC Porto                      | UMF Selfoss                   | Talent Pilzno                 | RK Železničar 1949            |
| Limburg Lions                 | SERVITI Põlva                 | KH Besa Famiglia              | Handball Käerjeng             |
| Dragūnas Kłajpeda             | BSB Batumi                    | Glasgow HC                    | Alingsås HK                   |
| GRK Varaždin                  | BSV Bern                      | RD Koper 2013                 | AHC Potaissa Turda            |
| Haukar Hafnarfjörður          | SG Handball West Wien         |                               |                               |
| Druga runda kwalifikacyjna    |                               |                               |                               |
| SKA Mińsk                     | Pfadi Winterthur              | RD Riko Ribnica               | HCM Constanța                 |
| Gwardia Opole                 | SL Benfica                    | Drammen HK                    | ÍBV Handbolti                 |
| Spartak Moskwa                | HCB Karviná                   | ZTR Zaporoże                  | Achilles Bocholt              |
| Maccabi Riszon le-Cijjon      | Alpla HC Hard                 | RK Vojvodina                  | Olympiakos SFP Pireus         |
| HV FIQAS/Aalsmeer             | RK Tineks Prolet              | PAUC Handball                 | Aalborg Håndbold              |
| Sport36-Komló                 |                               |                               |                               |
| Trzecia runda kwalifikacyjna  |                               |                               |                               |
| Füchse BerlinOT               | SC Magdeburg                  | BM Granollers                 | TSV Hannover-Burgdorf         |
| Naturhouse La Rioja           | Team Tvis Holstebro           | Grundfos Tatabánya KC         | Azoty-Puławy                  |
| RK Eurofarm Rabotnik          | THW Kiel                      | Saint-Raphaël Var Handball    | BM Ciudad Encantada           |
| GOG                           | HK Malmö                      | Balatonfüredi KSE             | RK Nexe Našice                |

Uwagi/legenda
- OT Obrońca tytułu

## Losowanie
Losowanie pierwszej i drugiej rundy kwalifikacyjnej odbyło się 17 lipca 2018 w Wiedniu, losowanie trzeciej rundy kwalifikacyjnej odbyło się 16 października 2018.

### Pierwsza runda kwalifikacyjna
Rozstawionymi zespołami w losowaniu było pierwszych 11 drużyn z zestawienia EHF uczestniczących w pierwszej rundzie kwalifikacyjnej i w toku losowania zostały połączone w pary z pozostałymi 11 drużynami.

### Druga runda kwalifikacyjna
Rozstawionymi zespołami w losowaniu było pierwszych 16 drużyn z zestawienia EHF uczestniczących w drugiej rundzie kwalifikacyjnej i w toku losowania zostały połączone w pary z jedną drużyną, która zaczynie rozgrywki od drugiej rundy oraz 15 zwycięzcami dwumeczów pierwszej rundy kwalifikacyjnej.

### Trzecia runda kwalifikacyjna
Losowanie trzeciej rundy kwalifikacyjnej odbyło się 29 listopada 2018. Rozstawionymi zespołami w losowaniu było 16 najlepszych drużyn z zestawienia EHF i w toku losowania zostały połączone w pary z 16 zwycięzcami drugiej rundy kwalifikacyjnej.
| Drużyna 1                            | Wynik dwumeczu | Drużyna 2                  | Pierwszy mecz | Drugi mecz |
| ------------------------------------ | -------------- | -------------------------- | ------------- | ---------- |
| HK Malmö                             | 50:57          | HCM Constanța              | 22:23         | 28:34      |
| SC Magdeburg                         | 53:57          | FC Porto                   | 26:23         | 27:34      |
| BM Granollers                        | 57:49          | RK Gorenje Velenje         | 24:25         | 33:24      |
| Naturhouse La Rioja                  | 50:50          | Kadetten Schaffhausen      | 26:22         | 24:28      |
| Azoty-Puławy                         | 60:54          | UMF Selfoss                | 33:26         | 27:28      |
| THW Kiel                             | 70:41          | Drammen HK                 | 34:23         | 36:18      |
| Aalborg Håndbold                     | 54:57          | Füchse Berlin              | 31:29         | 23:28      |
| Olympiakos SFP Pireus                | 47:55          | RK Nexe Našice             | 22:25         | 25:30      |
| RK Eurofarm Rabotnik                 | 59:47          | BSV Bern                   | 29:19         | 30:28      |
| TSV Hannover-Burgdorf                | 74:69          | SL Benfica                 | 41:36         | 33:33      |
| Achilles Bocholt                     | 54:71          | BM Ciudad Encantada        | 29:34         | 25:37      |
| Grundfos Tatabánya KC                | 58:45          | OCI-Lions                  | 31:18         | 27:27      |
| HCB Karviná                          | 62:66          | Balatonfüredi KSE          | 33:34         | 29:32      |
| RK Vojvodina                         | 52:70          | GOG                        | 27:32         | 25:38      |
| PAUC Handball                        | 50:53          | Team Tvis Holstebro        | 25:25         | 25:28      |
| Maccabi Riszon le-Cijjon             | 59:63          | Saint-Raphaël Var Handball | 29:36         | 30:27      |
| Po lewej gospodarz pierwszego meczu. |                |                            |               |            |

W dwumeczu Naturhouse La Rioja z Kadetten Schaffhausen wystąpił remis, awans wywalczył zespół, które strzelił więcej bramek na wyjeździe.

#### Wyniki
| 17 listopada 201813:30 | Aalborg Håndbold                                 | 31:29(13:13) | Füchse Berlin   | gospodarz Widzów: 2987 Sędzia: Michal Baďura Jaroslav Ondogrecula |
| 17 listopada 201813:30 | Sebastian Barthold 6 Mark Strandgaard Petersen 6 | 31:29(13:13) | 7 Hans Lindberg | gospodarz Widzów: 2987 Sędzia: Michal Baďura Jaroslav Ondogrecula |
| 17 listopada 201813:30 | 4× · 2×                                          | 31:29(13:13) | 6× · 2×         | gospodarz Widzów: 2987 Sędzia: Michal Baďura Jaroslav Ondogrecula |

| 17 listopada 201816:00 | HK Malmö            | 22:23(14:9) | HCM Constanța     | gospodarz Widzów: 606 Sędzia: Bartosz Leszczyński Marcin Piechota |
| 17 listopada 201816:00 | Anton Blickhammar 7 | 22:23(14:9) | 7 Dejan Malinović | gospodarz Widzów: 606 Sędzia: Bartosz Leszczyński Marcin Piechota |
| 17 listopada 201816:00 | 3× · 2×             | 22:23(14:9) | 6× · 3×           | gospodarz Widzów: 606 Sędzia: Bartosz Leszczyński Marcin Piechota |

| 17 listopada 201817:30 | RK Eurofarm Rabotnik | 29:19(15:7) | BSV Bern           | gospodarz Widzów: 2000 Sędzia: Anatoliy Novikov Valeriy Rozhkov |
| 17 listopada 201817:30 | Milan Đukić 11       | 29:19(15:7) | 4 Matthias Gerlich | gospodarz Widzów: 2000 Sędzia: Anatoliy Novikov Valeriy Rozhkov |
| 17 listopada 201817:30 | 1× · 2×              | 29:19(15:7) | 3× · 1×            | gospodarz Widzów: 2000 Sędzia: Anatoliy Novikov Valeriy Rozhkov |

| 17 listopada 201817:30 | Maccabi Riszon le-Cijjon | 29:36(14:17) | Saint-Raphaël Var Handball | gospodarz Widzów: 1050 Sędzia: Saša Pandžić Boris Šatordžija |
| 17 listopada 201817:30 | Rastko Stojković 9       | 29:36(14:17) | 7 Adrien Dipanda           | gospodarz Widzów: 1050 Sędzia: Saša Pandžić Boris Šatordžija |
| 17 listopada 201817:30 | 4× · 3×                  | 29:36(14:17) | 6× · 3×                    | gospodarz Widzów: 1050 Sędzia: Saša Pandžić Boris Šatordžija |

| 17 listopada 201818:00 | Azoty-Puławy                    | 33:26(16:14) | UMF Selfoss        | gospodarz Widzów: 700 Sędzia: Daniel Freitas César Carvalho |
| 17 listopada 201818:00 | Marko Panić 7 Piotr Masłowski 7 | 33:26(16:14) | 8 Einar Sverrisson | gospodarz Widzów: 700 Sędzia: Daniel Freitas César Carvalho |
| 17 listopada 201818:00 | 3× · 1×                         | 33:26(16:14) | 2× · 1×            | gospodarz Widzów: 700 Sędzia: Daniel Freitas César Carvalho |

| 17 listopada 201818:00 | RK Vojvodina                        | 27:32(12:13) | GOG                                              | gospodarz Widzów: 750 Sędzia: Milan Hájek Karel Macho |
| 17 listopada 201818:00 | Goran Trkulja 6 Miloš Grozdanović 6 | 27:32(12:13) | 8 Óðinn Þór Ríkharðsson 8 Niclas Vest Kirkeløkke | gospodarz Widzów: 750 Sędzia: Milan Hájek Karel Macho |
| 17 listopada 201818:00 | 4× · 3×                             | 27:32(12:13) | 5× · 2×                                          | gospodarz Widzów: 750 Sędzia: Milan Hájek Karel Macho |

| 17 listopada 201819:00 | TSV Hannover-Burgdorf | 41:36(26:18) | SL Benfica      | gospodarz Widzów: 3662 Sędzia: Denis Bolic Christoph Hurich |
| 17 listopada 201819:00 | Morten Olsen 12       | 41:36(26:18) | 9 Pedro Marques | gospodarz Widzów: 3662 Sędzia: Denis Bolic Christoph Hurich |
| 17 listopada 201819:00 | 2× · 2×               | 41:36(26:18) | 4× · 1×         | gospodarz Widzów: 3662 Sędzia: Denis Bolic Christoph Hurich |

| 17 listopada 201820:00 | Naturhouse La Rioja          | 26:22(13:13) | Kadetten Schaffhausen | gospodarz Widzów: 2000 Sędzia: Mads Dahl Hermann Jesper Madsen |
| 17 listopada 201820:00 | Imanol Garciandia Alustiza 6 | 26:22(13:13) | 8 Gábor Császár       | gospodarz Widzów: 2000 Sędzia: Mads Dahl Hermann Jesper Madsen |
| 17 listopada 201820:00 | 1× · 2×                      | 26:22(13:13) | 5× · 2×               | gospodarz Widzów: 2000 Sędzia: Mads Dahl Hermann Jesper Madsen |

| 18 listopada 201810:30 | HCB Karviná   | 33:34(16:20) | Balatonfüredi KSE | gospodarz Widzów: 1501 Sędzia: Matan Lindenbaum Dor Laron |
| 18 listopada 201810:30 | Jan Zbraněk 8 | 33:34(16:20) | 8 Zoltán Szita    | gospodarz Widzów: 1501 Sędzia: Matan Lindenbaum Dor Laron |
| 18 listopada 201810:30 | 4× · 2×       | 33:34(16:20) | 7× · 1×           | gospodarz Widzów: 1501 Sędzia: Matan Lindenbaum Dor Laron |

| 18 listopada 201814:30 | Grundfos Tatabánya KC | 31:18(14:9) | OCI-Lions    | gospodarz Widzów: 900 Sędzia: Andrej Budzák Michal Záhradník |
| 18 listopada 201814:30 | Miloš Vujović 10      | 31:18(14:9) | 5 João Ramos | gospodarz Widzów: 900 Sędzia: Andrej Budzák Michal Záhradník |
| 18 listopada 201814:30 | 5× · 2× · 1×          | 31:18(14:9) | 9× · 2×      | gospodarz Widzów: 900 Sędzia: Andrej Budzák Michal Záhradník |

| 18 listopada 201814:45 | Achilles Bocholt | 29:34(11:18) | BM Ciudad Encantada        | gospodarz Widzów: 1200 Sędzia: Ferenc Bonifert Viktor Oláh |
| 18 listopada 201814:45 | Evert Kooijman 9 | 29:34(11:18) | 12 Leonardo Dutra Ferreira | gospodarz Widzów: 1200 Sędzia: Ferenc Bonifert Viktor Oláh |
| 18 listopada 201814:45 | 4× · 1×          | 29:34(11:18) | 2× · 2×                    | gospodarz Widzów: 1200 Sędzia: Ferenc Bonifert Viktor Oláh |

| 18 listopada 201815:00 | SC Magdeburg      | 26:23(14:11) | FC Porto                  | gospodarz Widzów: 5027 Sędzia: Javier Álvarez Mata Yon Bustamante López |
| 18 listopada 201815:00 | Matthias Musche 8 | 26:23(14:11) | 8 António Rodrigues Areia | gospodarz Widzów: 5027 Sędzia: Javier Álvarez Mata Yon Bustamante López |
| 18 listopada 201815:00 | 1× · 3×           | 26:23(14:11) | 7× · 4×                   | gospodarz Widzów: 5027 Sędzia: Javier Álvarez Mata Yon Bustamante López |

| 18 listopada 201815:00 | THW Kiel                                          | 34:23(16:14) | Drammen HK       | gospodarz Widzów: 6865 Sędzia: Radojko Brkic Andrei Jusufhodzic |
| 18 listopada 201815:00 | Niclas Ekberg 5 Hendrik Pekeler 5 Lukas Nilsson 5 | 34:23(16:14) | 7 Adrian Aalberg | gospodarz Widzów: 6865 Sędzia: Radojko Brkic Andrei Jusufhodzic |
| 18 listopada 201815:00 | 3× · 2×                                           | 34:23(16:14) | 1× · 3×          | gospodarz Widzów: 6865 Sędzia: Radojko Brkic Andrei Jusufhodzic |

| 18 listopada 201815:45 | Olympiakos SFP Pireus | 22:25(14:13) | RK Nexe Našice | gospodarz Widzów: 400 Sędzia: Robert Harabagiu Silviu Stănescu |
| 18 listopada 201815:45 | Dimitrios Tziras 7    | 22:25(14:13) | 5 Tomi Vozab   | gospodarz Widzów: 400 Sędzia: Robert Harabagiu Silviu Stănescu |
| 18 listopada 201815:45 | 4× · 4× · 1×          | 22:25(14:13) | 6× · 3×        | gospodarz Widzów: 400 Sędzia: Robert Harabagiu Silviu Stănescu |

| 18 listopada 201816:30 | PAUC Handball                    | 25:25(13:12) | Team Tvis Holstebro     | gospodarz Widzów: 2449 Sędzia: Bogdan Nicolae Stark Romeo Mihai Ștefan |
| 18 listopada 201816:30 | Iosu Goñi Leoz 5 Aymeric Minne 5 | 25:25(13:12) | 5 Magnus Grubb Bramming | gospodarz Widzów: 2449 Sędzia: Bogdan Nicolae Stark Romeo Mihai Ștefan |
| 18 listopada 201816:30 | 1× · 4×                          | 25:25(13:12) | 5× · 3× · 1×            | gospodarz Widzów: 2449 Sędzia: Bogdan Nicolae Stark Romeo Mihai Ștefan |

| 18 listopada 201819:00 | BM Granollers                                         | 24:25(11:11) | RK Gorenje Velenje | gospodarz Widzów: 2300 Sędzia: Marek Baranowski Bogdan Lemanowicz |
| 18 listopada 201819:00 | Adrià Figueras Trejo 6 Antonio Jesús García Robledo 6 | 24:25(11:11) | 6 Matic Verdinek   | gospodarz Widzów: 2300 Sędzia: Marek Baranowski Bogdan Lemanowicz |
| 18 listopada 201819:00 | 2× · 3×                                               | 24:25(11:11) | 5× · 3×            | gospodarz Widzów: 2300 Sędzia: Marek Baranowski Bogdan Lemanowicz |

| 24 listopada 201816:00 | Team Tvis Holstebro         | 28:25(15:13) | PAUC Handball   | Gråkjær Arena, Holstebro Widzów: 1944 Sędzia: Jiří Opava Pavel Válek |
| 24 listopada 201816:00 | Peter Balling Christensen 5 | 28:25(15:13) | 6 Aymeric Minne | Gråkjær Arena, Holstebro Widzów: 1944 Sędzia: Jiří Opava Pavel Válek |
| 24 listopada 201816:00 | 5× · 2×                     | 28:25(15:13) | 5× · 4×         | Gråkjær Arena, Holstebro Widzów: 1944 Sędzia: Jiří Opava Pavel Válek |

| 24 listopada 201817:00 | SL Benfica     | 33:33(16:16) | TSV Hannover-Burgdorf | gospodarz Widzów: 1500 Sędzia: Yaron Ben-Dan Assaf Faran |
| 24 listopada 201817:00 | Nuno Pereira 8 | 33:33(16:16) | 8 Lars Lehnhoff       | gospodarz Widzów: 1500 Sędzia: Yaron Ben-Dan Assaf Faran |
| 24 listopada 201817:00 | 5× · 3×        | 33:33(16:16) | 3× · 2×               | gospodarz Widzów: 1500 Sędzia: Yaron Ben-Dan Assaf Faran |

| 24 listopada 201818:00 | UMF Selfoss          | 28:27(13:13) | Azoty-Puławy                       | gospodarz Widzów: 425 Sędzia: Lars Jørum Håvard Kleven |
| 24 listopada 201818:00 | Elvar Örn Jónsson 10 | 28:27(13:13) | 6 Paweł Podsiadło 6 Mateusz Seroka | gospodarz Widzów: 425 Sędzia: Lars Jørum Håvard Kleven |
| 24 listopada 201818:00 | 3× · 1×              | 28:27(13:13) | 5× · 1×                            | gospodarz Widzów: 425 Sędzia: Lars Jørum Håvard Kleven |

| 24 listopada 201818:30 | BM Ciudad Encantada    | 37:25(20:13) | Achilles Bocholt  | gospodarz Widzów: 1750 Sędzia: Aleksandar Jović Nedim Arnautović |
| 24 listopada 201818:30 | Adrián Nolasco Maciá 7 | 37:25(20:13) | 6 Damian Kedziora | gospodarz Widzów: 1750 Sędzia: Aleksandar Jović Nedim Arnautović |
| 24 listopada 201818:30 | 2× · 2×                | 37:25(20:13) | 2× · 3×           | gospodarz Widzów: 1750 Sędzia: Aleksandar Jović Nedim Arnautović |

| 24 listopada 201819:00 | RK Nexe Našice                          | 30:25(14:13) | Olympiakos SFP Pireus | gospodarz Widzów: 1950 Sędzia: Georgi Doychinov Yulian Goretsov |
| 24 listopada 201819:00 | Ante GadžaVedran Zrnić 7 Vedran Zrnić 7 | 30:25(14:13) | 10 Dimitrios Tziras   | gospodarz Widzów: 1950 Sędzia: Georgi Doychinov Yulian Goretsov |
| 24 listopada 201819:00 | 8× · 1×                                 | 30:25(14:13) | 7× · 3× · 2×          | gospodarz Widzów: 1950 Sędzia: Georgi Doychinov Yulian Goretsov |

| 24 listopada 201819:30 | Kadetten Schaffhausen | 28:24(17:10) | Naturhouse La Rioja          | gospodarz Widzów: 1350 Sędzia: Mads Dahl Hermann Jesper Madsen |
| 24 listopada 201819:30 | Žarko Šešum 8         | 28:24(17:10) | 8 Imanol Garciandia Alustiza | gospodarz Widzów: 1350 Sędzia: Mads Dahl Hermann Jesper Madsen |
| 24 listopada 201819:30 | 4× · 4×               | 28:24(17:10) | 2× · 2×                      | gospodarz Widzów: 1350 Sędzia: Mads Dahl Hermann Jesper Madsen |

| 24 listopada 201820:00 | GOG               | 38:25(19:12) | RK Vojvodina          | gospodarz Widzów: 1289 Sędzia: Vadims Jaškins Eduards Žabko |
| 24 listopada 201820:00 | Lukas Jörgensen 6 | 38:25(19:12) | 5 Strahinja Stanković | gospodarz Widzów: 1289 Sędzia: Vadims Jaškins Eduards Žabko |
| 24 listopada 201820:00 | 2× · 1×           | 38:25(19:12) | 3× · 3×               | gospodarz Widzów: 1289 Sędzia: Vadims Jaškins Eduards Žabko |

| 25 listopada 201813:00 | BSV Bern           | 28:30(15:13) | RK Eurofarm Rabotnik | Mobiliar Arena, Gümligen Widzów: 650 Sędzia: Andrej Smailagic Sandro Smailagic |
| 25 listopada 201813:00 | Matthias Gerlich 7 | 28:30(15:13) | 7 Elmir Građan       | Mobiliar Arena, Gümligen Widzów: 650 Sędzia: Andrej Smailagic Sandro Smailagic |
| 25 listopada 201813:00 | 5× · 2×            | 28:30(15:13) | 7× · 2× · 1×         | Mobiliar Arena, Gümligen Widzów: 650 Sędzia: Andrej Smailagic Sandro Smailagic |

| 25 listopada 201814:30 | OCI-Lions    | 27:27(12:12) | Grundfos Tatabánya KC | gospodarz Widzów: 817 Sędzia: Daniel Accoto Martins Roberto Accoto Martins |
| 25 listopada 201814:30 | Ivo Steins 8 | 27:27(12:12) | 7 Balázs Szöllősi     | gospodarz Widzów: 817 Sędzia: Daniel Accoto Martins Roberto Accoto Martins |
| 25 listopada 201814:30 | 5× · 3×      | 27:27(12:12) | 6× · 2×               | gospodarz Widzów: 817 Sędzia: Daniel Accoto Martins Roberto Accoto Martins |

| 25 listopada 201815:00 | Füchse Berlin   | 28:23(11:13) | Aalborg Håndbold       | gospodarz Widzów: 7403 Sędzia: Marko Boričić Dejan Marković |
| 25 listopada 201815:00 | Hans Lindberg 6 | 28:23(11:13) | 7 Andreas Holst Jensen | gospodarz Widzów: 7403 Sędzia: Marko Boričić Dejan Marković |
| 25 listopada 201815:00 | 7× · 4×         | 28:23(11:13) | 6× · 3× · 1×           | gospodarz Widzów: 7403 Sędzia: Marko Boričić Dejan Marković |

| 25 listopada 201816:00 | Drammen HK     | 18:36(9:17) | THW Kiel              | gospodarz Widzów: 1523 Sędzia: André Philipp Buache Marco Meyer |
| 25 listopada 201816:00 | Aksel Horgen 7 | 18:36(9:17) | 8 Sebastian Firnhaber | gospodarz Widzów: 1523 Sędzia: André Philipp Buache Marco Meyer |
| 25 listopada 201816:00 | 1× · 2×        | 18:36(9:17) | 3× · 3×               | gospodarz Widzów: 1523 Sędzia: André Philipp Buache Marco Meyer |

| 25 listopada 201816:00 | Balatonfüredi KSE | 32:29(17:16) | HCB Karviná     | gospodarz Widzów: 800 Sędzia: Ismailj Metalari Nenad Nikolovski |
| 25 listopada 201816:00 | Dominik Máthé 9   | 32:29(17:16) | 9 Radim Chudoba | gospodarz Widzów: 800 Sędzia: Ismailj Metalari Nenad Nikolovski |
| 25 listopada 201816:00 | 4× · 2×           | 32:29(17:16) | 4× · 1×         | gospodarz Widzów: 800 Sędzia: Ismailj Metalari Nenad Nikolovski |

| 25 listopada 201817:00 | Saint-Raphaël Var Handball | 27:30(15:15) | Maccabi Riszon le-Cijjon | gospodarz Widzów: 1800 Sędzia: Ádám Bíró Olivér Kiss |
| 25 listopada 201817:00 | Raphaël Caucheteux 6       | 27:30(15:15) | 7 Rastko Stojković       | gospodarz Widzów: 1800 Sędzia: Ádám Bíró Olivér Kiss |
| 25 listopada 201817:00 | 3× · 1×                    | 27:30(15:15) | 4× · 2× · 1×             | gospodarz Widzów: 1800 Sędzia: Ádám Bíró Olivér Kiss |

| 25 listopada 201818:00 | HCM Constanța                    | 34:28(17:12) | HK Malmö            | Constanța City Hall, Konstanca Widzów: 1700 Sędzia: Erdoan Vitaku Arsim Vitaku |
| 25 listopada 201818:00 | Irakli Chikovani 5 Janko Kevic 5 | 34:28(17:12) | 5 Anton Blickhammar | Constanța City Hall, Konstanca Widzów: 1700 Sędzia: Erdoan Vitaku Arsim Vitaku |
| 25 listopada 201818:00 | 3× · 3×                          | 34:28(17:12) | 4× · 3×             | Constanța City Hall, Konstanca Widzów: 1700 Sędzia: Erdoan Vitaku Arsim Vitaku |

| 25 listopada 201818:00 | FC Porto                  | 34:27(18:12) | SC Magdeburg      | gospodarz Widzów: 1987 Sędzia: Rickard Canbro Jasmin Kliko |
| 25 listopada 201818:00 | António Rodrigues Areia 8 | 34:27(18:12) | 6 Matthias Musche | gospodarz Widzów: 1987 Sędzia: Rickard Canbro Jasmin Kliko |
| 25 listopada 201818:00 | 8× · 3× · 1×              | 34:27(18:12) | 3× · 3×           | gospodarz Widzów: 1987 Sędzia: Rickard Canbro Jasmin Kliko |

| 25 listopada 201818:45 | RK Gorenje Velenje | 24:33(12:16) | BM Granollers          | gospodarz Widzów: 1200 Sędzia: Said Bounouara Khalid Sami |
| 25 listopada 201818:45 | Aleks Kavčič 5     | 24:33(12:16) | 9 Adrià Figueras Trejo | gospodarz Widzów: 1200 Sędzia: Said Bounouara Khalid Sami |
| 25 listopada 201818:45 | 3× · 2×            | 24:33(12:16) | 4× · 3×                | gospodarz Widzów: 1200 Sędzia: Said Bounouara Khalid Sami |